# David C. Sutherland III
David C. Sutherland III (Minneapolis, 4 de abril de 1949 — Sault Ste. Marie, 6 de junho de 2005) foi um desenhista americano, sendo um dos primeiros ilustradores de Dungeons & Dragons (D&D). Sutherland foi um artista prolífico e seu trabalho influenciou fortemente o desenvolvimento inicial de D&D.